# Theodor Rudolph Joseph Nitschke
Theodor Rudolph Joseph Nitschke (Breslavia, 26 de julio de 1834 - Münster, 12 de diciembre de 1883) fue un botánico, briólogo y micólogo alemán.

## Biografía
Fue educado en Breslavia, obteniendo su PhD en 1858. En 1860, se traslada a Münster, donde en 1867 es nombrado profesor de botánica en la Universidad de Münster, y sirviendo como director de la Academia botánica y del Jardín Botánico de Münster.
En sus primeras investigaciones se interesó en angiospermas, en el genus Rosa y en la especie Drosera rotundifolia. Hacia fines de los 1860s, puso foco en la micología, publicando obras significativas sobre la clase Pyrenomycetes.

## Algunas publicaciones
- 1858. "Commentatio anatomico-physiologica de Droserae rotundifoliae (L.) irritabilitate: Physiologica"

- 1867-1870. "Pyrenomycetes germanici"

- 1869. Grundlage eines Systems der Pyrenomyceten. Verhandlungen des Naturhistorischen Vereins der Preussischen Rheinlande, en: Westfalens und des Regierungsbezirks Osnabrück 26 (2): 70-77

## Honores

### Eponimia
Género
- (Nitschkiaceae) Acanthonitschkea

- (Nitschkiaceae) Nitschkia

- (Nitschkiaceae) Nitschkiopsis Nannf. & R.Sant. 1975
- La abreviatura «Nitschke» se emplea para indicar a Theodor Rudolph Joseph Nitschke como autoridad en la descripción y clasificación científica de los vegetales.[3]